# Michał Czajkowski
Michał Czajkowski (nombre en polaco), conocido también como Mykhailo Chaikovsky (en ucraniano: Михаил Станиславович Чайковский) y como Mehmet Sadık Pasha, según su nombre en turco (Halchyn, cerca de Berdychiv, Volinia, Imperio ruso, nace el 29 de septiembre de 1804 - muere en Borky, Imperio ruso, 18 de enero de 1886) fue un escritor polaco de temas cosacos. Exiliado político, trabajó para la resurrección de Polonia buscando la reivindicación de la cultura del cosaco, base de la cultura ucraniana contemporánea. Noble polaco y cosaco, descendiente de la famosa nobleza polaco-cosaca, pariente de Ivan Briukhovetsky, atamán de la Sich de Zaporozhia.

## Biografía

### Origen familiar
Nacido el 29 de septiembre de 1804 en pueblo Galchintsah, Óblast de Zhitómir de la provincia de Volyn (hoy región Berdichevsky Zhytomyr), provincia de Kiev, Ucrania, en un ambiente católico polaco. Sus padres fueron Stanislav Czajkowski y Petronelya Glembotska. De raíces polacas, afirmaba siempre con orgullo, que su madre era descendiente del famoso cosaco Ataman Gregory Briukhovetski. Su familia paterna provenía de la aldea Czajki en el Voivodato de Mazovia, actual Polonia.
Czajkowski en su infancia perdió a su padre, y en los primeros años de vida estuvo muy influenciado por su abuelo. Su abuelo era ucraniófilo y partidario de la aristocracia en el espíritu de los cosacos y la nobleza, como él menciona en sus "Memorias". En su casa se vivía a vieja manera de los cosacos (beber, comer y divertirse). El abuelo de la familia Czajkowski era déspota y tirano: como el personaje de Gogol Tarás Bulba, que le disparó a su hijo, para ganarse el favor de las tropas rusas y casi lo mata.

### Educación
A los 8 años es enviado a la escuela inglesa en Volseya donde tuvo especial influencia del conocido ucraniófilo Gulak-Artyomovsk. De la escuela entró en el Liceo Volseya Mezhireche-Koretsky en Volyn, donde militó en la "Orden Ksendzami- Escolapios, de carácter revolucionaria, democrática, cosmopolita y no puramente polaca". Ahí estudió sobre la Revolución Francesa y se desarrolló en los estudiantes un espíritu de independencia y protesta.
A los 15 años, se graduó de la Escuela Superior con una Licenciatura en Ciencias Matemáticas y oratoria y, a petición de su madre, se fue a Varsovia para asistir a la Universidad de Varsovia.

### Vida adulta y lucha
La muerte de su madre impidió continúe sus estudios universitarios de Derecho. Poco después fallecen tíos ricos y se hizo arrendador. Se dedicó a la agricultura y llevó la vida de la alta aristocracia.
Su ideal era la liberación de Polonia de la dominación rusa y crear una República cosaca polaco-ucraniana. Participó en el levantamiento polaco de liberación nacional de 1830-31, donde mostró notable coraje y valentía. Recibió el grado de Teniente Aubert y fue galardonado con la Cruz de Oro por su valentía. 
Junto con los demás miembros del Ejército Polaco, Czajkowski fue bien recibido en Galitzia, por el gobernador de Leópolis, el príncipe Lobkowicz, quien le pidió que adquiriera para él un pasaporte austríaco y estancia para el servicio de Austria. El Príncipe Adam Jerzy Czartoryski lo persuadió de no hacer este paso arriesgado. Luego, junto con otros emigrantes marchó a través de Alemania y fue a París. Fueron bien recibidos como los repatriados del Gran Ejército de Napoleón en Siberia. En París mantuvo una relación con los inmigrantes polacos y, sobre todo, con Czartoryski.
Después de la represión del levantamiento emigró con todo su regimiento y se puso bajo las órdenes del príncipe Adam Jerzy Czartoryski, líder del movimiento revolucionario antirruso de Polonia, que actuaba desde el hotel "Lambert" en París.
En 1841, fue enviado por el príncipe Czartoryski como agente a Estambul para establecer una agencia de representación permanente del "Hotel Lambert" que se convertiría en el centro organizador de su propaganda y de la actividad en los Balcanes, Ucrania y el Cáucaso.
Cumplió sus servicios en Varsovia y fue enviado como agregado militar a París. El gobierno francés lo recluta como agente secreto y es enviado a Estambul. Negoció el establecimiento de "Adampol" o Polonezköy (Pueblo de los polacos) con las autoridades turcas entre 1841-1842, para los polacos exiliados, como representante del príncipe Adam Czartoryski. (El pueblo sigue existiendo en Estambul, Turquía con su población parcialmente polaca.)  Los esfuerzos de Rusia y Austria para extraditarlo y los desacuerdos con París lo llevaron a pasar al servicio del Imperio otomano y a convertirse al Islam en 1851, a partir de entonces llevó el nombre de "Mehmet Sadık Paşa". Bajo soberanía turca, organizó una brigada cosaca para luchar contra Rusia. [1] Aunque su brigada estuvo activa en algunas pequeñas batallas en los Balcanes durante la Guerra de Crimea (1853-1856), el grupo no logró invadir Ucrania como se planeó originalmente. Terminada la guerra fue nombrado gobernador de Bucarest y recibió el mando de las tropas de Besarabia.
En la víspera de la guerra de Crimea, bajo su sugerencia se formó kazajo-Alai (regimiento de cosacos del ejército turco), cuyo objetivo era unir los cosacos-cismáticos. Luego se establecieron en Dobrogea, con representantes de nacionalidades cristianas (principalmente búlgaros) de la península para participar en la guerra contra Rusia a la liberación de Polonia. El regimiento Kazak-Aaliyah se formó en Edirne con búlgaros y polacos, que dieron un juramento de lealtad al sultán. Los búlgaros menos interesados en los efectos sutiles del regimiento a qué número y para ellos era importante portar armas y uniformes, montar a caballo y usar espadas largas. Algo previamente para gente simple estaba absolutamente prohibido. El regimiento fue llamado cosaco en nombre de los cosacos, que hasta su adhesión en el sur de Rusia para los rusos, han servido como aliados de los turcos con los tártaros de Crimea. El Emperador francés Napoleón III, entonces aliado de Turquía, a petición de Czajkowski envió armas y ropa para 1000 personas de este regimiento. Bajo las órdenes de Sadiq Pasha, armados con armas francesas modernas, los kazajo-Alia participaron con éxito en la primera parte de la guerra - de Ludogorie a Bucarest por el río Prut. A continuación, a petición de Austria fueron retirados a territorio turco.
Con su regimiento Sadiq Pasha Czajkowski estuvo en servicio por diez años más, en varios lugares del Imperio turco - principalmente en Sliven. Todo el tiempo mantuvo el carácter cristiano del regimiento Kazak-Alia, por lo que no es de extrañar que muchos servidores búlgaros recibieron el conocimiento militar que sirvió para los disturbios revolucionarios y contra revolucionarios posteriores y en la guerra ruso-turca.
El regimiento Kazak-Alaya de Sadiq Pasha Czajkowski desempeñó un papel positivo en el renacimiento de la actual Ucrania, con el patronato sobre la iglesia y las personas con el entrenamiento militar de los jóvenes búlgaros con la europeización de la gente y costumbres, con el aliento de la vida cultural, y en términos de los rebeldes y revolucionarios Aaliyah más a menudo se manifiesta reticencia pasividad y la renuencia a perseguirlos por razones obvias.
En 1870 hubo un intento de batallones de eslavos turcos de convertir al regimiento kazajo-Alaya ofreciendo a Sadiq Pasha Czajkowski la obligación de usar el idioma turco y técnicas de comando turcas. En señal de desacuerdo, renunció. El regimiento cosaco se disolvió y muchos oficiales y rangos inferiores desertaron.
En 1872 Michal Czajkowski fue indultado por el zar ruso y regresó a Ucrania. En las luchas entre sultanes y rusos decide huir a Rusia, se radica en Ucrania y se convierte al cristianismo ortodoxo griego (hacia 1873). El gobierno del Zar, en reconocimiento por sus servicios le concede una pensión y un nombramiento en grado de coronel. 
Estos sucesos se debieron a que actuó como espía del Zar de Rusia mientras las tropas turcas asolaban Europa. En sus últimos años buscó un acercamiento a su patria natal y su cultura pero fue rechazado y acusado de traidor por el pueblo polaco. Su muerte es controversial ya que mientras unos sostienen que se suicidó en Kiev en 1886, otras fuentes sólo mencionan su deceso en Borky (Ucrania). Los textos ucranianos mencionan que se suicidó el 4 de enero de 1886 en Borky, región de Chernigov, Ucrania.

### Vida privada
Estando en París se casó con una parisina, con la que tuvo cuatro hijos. Se unió luego en Turquía, con Ludwika Śniadecka, hija del científico polaco Jędrzej Śniadecki. A la muerte de esta, se casó con la joven griega Irena Teoskolo.

## Obra literaria
Sus novelas son cuadros históricos de Ucrania, en los que se describe la vida y costumbres de los cosacos y de los eslavos en las riberas del  Danubio.
En París comienza su actividad literaria. Aquí escribió y publicó: Novelas cosacas (Powieści kozackie) (París, 1837), Wernyhora (PG, 1838), Kirdżali (PG, 1841).
También fue elegido miembro de la Sociedad Histórica («Institut Historique») de Francia.

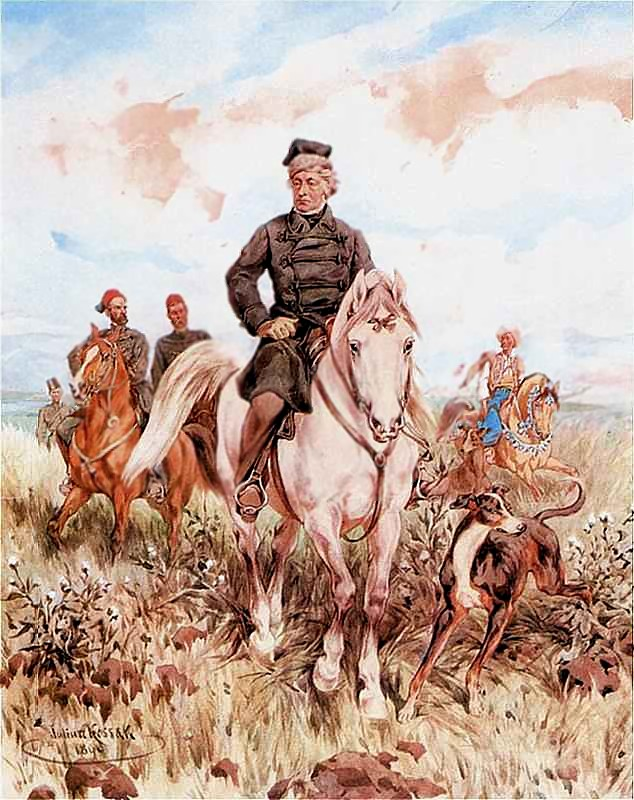
Adam Mickiewicz en el ejército de Sadyk Pasha (Michał Czajkowski), acuarela de Juliusz Kossak.

### Publicaciones en la prensa
Colaboró asiduamente, publicando  artículos en varios periódicos franceses, tales como: Réformateur, Presse, Quotidienne, Constitucional, Revue du Nord, Journal des Debats y otros.

### Libros publicados
- Novelas cosacas (Powieści kozackie) (1837)
- Wernyhora, el vate ucraniano. Novela histórica de 1768 (Wernyhora wieszcz ukraiński: powieść historyczna z roku 1768) (1838)
- Kirdzali. Novela de la ribera del Danubio (Kirdżali. Powieść naddunajska) (1839)
- Stefan Czarniecki (1840)
- El atamán de Ucrania (Hetman Ukrainy) (1841)
- Owruczanin (1841)
- La vida extraña de los polacos y polacas (Dziwne życia Polaków i Polek) (1865)
- Anna (novela), Leipzig, 1861.
- Bulgaria: novela eslava, Leipzig, 1872.
- Narraciones de Michal Czajkowski (Gawędy Michała Czajkowskiego), París, 1840.
- Cosacos en Turquía: obra en tres partes (Kozaczyzna w Turcyi: dzieło w trzech częściach), París, 1857.
- Leyendas (Legendy), Leipzig, 1885.
- Mis recuerdos de la guerra de 1854 (Moje wspomnienia o wojnie 1854), Varsovia, 1962.
- Hacia Moscú: novela de la época napoleónica (Na Moskwę: powieść z czasów napoleońskich), Mikołów, 1900.
- Nemolaka: novela eslava (Nemolaka: powieść słowiańska), Leipzig, 1873.
- Relatos y narraciones (Powiastki i gawędy), San Petersburgo, 1850.
- Nuevos relatos y narraciones (Nowe powiastki i gawędy), San Petersburgo, 1852.
- Orlenko: novela cosaca (Orleńko: powieść kozacka), Mikołów, 1918.
- Diario de Sadyk Pasha Michal Czajkowski (Pamiętniki Sadyka Paszy Michała Czajkowskiego), Leópolis, 1898.
- Suecos en Polonia: novela histórica (Szwedzi w Polsce: romans historyczny), San Petersburgo, 1851.
- Anécdota turca: recuerdos tradicionales de Michal Czajkowski, Moscú, 1883 [en ruso].
- Las ucranianas (Ukrainki), París, 1841.

### Obra traducida a otros idiomas
La novela Wernyhora (1837) es considerada su mejor obra literaria, siendo traducida inmediatamente a casi todos los idiomas europeos (alemán, Leipzig, 1843). Las obras restantes son: “Kozackie de Powiesci” (1837; En alemán: “Kosakensagen”, Glogau, 1838); “Kirdzali” (1839; al alemán, Stuttgart, 1843); “Stefan Czarniecki” (1840); “Koszowata” (1841); “Hetman Ukrainy” (1841; al alemán “El Kosakenhetman”, Leipzig, 1843); “Bulgaria” (1874) una revisión de sus narraciones revisadas se publicó en Leipzig 1862-74 en 10 volúmenes.

## Legado
Se recuerda a Czajkowski como gran entusiasta de los cosacos. Fue contemporáneo y gran amigo del otro prominente poeta polaco romanticista Adam Mickiewicz, y un miembro principal de la escuela ucraniana de la literatura polaca. Sus escritos tuvieron una influencia profunda sobre las jóvenes generaciones aristocráticas ucranianas y la lectura en la adolescencia de ellos influyó a los historiadores posteriores como Volodymyr Antonovych y Viacheslav Lypynsky, en los que se basó el movimiento nacional ucraniano.
Para los búlgaros Michal Czajkowski pasó a formar parte activa en la vida cultural del país. Estuvo familiarizado con los problemas de la renaciente nación búlgara, participando en la emisión de acciones en la iglesia (la lucha de la Iglesia-nacional), pero dirigiendo a los búlgaros al catolicismo. Apoyó la apertura de las escuelas búlgaras. Mantuvo relaciones con Alexander Exarca, Georgi S. Rakovski, Ilarion, Neófito Bozveli, Mirkovich y otros.